# Мария дьо Лузинян (1381 – 1404)
Мария дьо Лузинян (1381 – 4 септември 1404) е кипърска принцеса и неаполитанска кралица – втора съпруга на неаполитанския крал Ладислав Анжуйски.

## Биография
Родена е през 1381 г. в Генуа, Генуезка Република. Дъщеря е на кипърския крал Якоб I и на съпругата му Хелвис фон Брауншвайг-Грубенхаген. На 14 февруари 1403 г. Мария е омъжена за неаполитанския крал Ладислав Анжуйски, който през 1392 г. се е развежда с първата си съпруга, от която няма законни деца.
Мария дьо Лузинян умира в Неапол на 4 септември 1404 г., без да е родила деца на съпруга си. След смъртта ѝ кралят се жени за Мария д'Анген.